# 스탠리 테넨바움
스탠리 테넨바움(영어: Stanley Tennenbaum, 1927~2005)은 미국의 수학자이다. 수리논리학과 집합론에 공헌하였다.

## 생애
1927년 4월 11일 신시내티에서 태어났다.
시카고 대학교의 박사 과정 학생으로 있을 때, 테넨바움 정리에 대한 유명한 논문을 출판하였다. 그러나 테넨바움은 박사 과정을 마치지 않고 시카고 대학교를 떠났다. 이후 테넨바움은 방랑 생활을 계속하였으며, 세계를 돌아다니면서 수학 연구와 강의를 계속하였다. 특히, 초등학교에서 가르치는 것을 즐겼다고 한다. 테넨바움은 한때 로체스터 대학교에서 종신 교수로 있었으나, 한 회의 중 대학 총장에게 침을 뱉고 사퇴하였다.
2005년 5월 4일에 프린스턴에서 친구들을 방문하던 중 심근 경색으로 사망하였다.

## 참고 문헌
- Nathanson, Melvyn B. (2008). “Tennenbaum at Penn and Rochester”. 《Integers》 (영어) 8 (2): A00. arXiv:math/0604209. Bibcode:2006math......4209N. Zbl 1162.01311.
- Kanamori, Akihiro (2011). 〈Historical remarks on Suslin’s problem〉 (PDF).   Kennedy, Juliette; Kossak, Roman. 《Set theory, arithmetic, and foundations of mathematics. Theorems, philosophies》. Lecture Notes in Logic (영어) 36. Cambridge University Press. 1–12쪽. doi:10.1017/CBO9780511910616.002. ISBN 9781107008045. Zbl 1258.03067.